# Ariceștii Zeletin
Aricestii Zeletin é uma comuna romena localizada no distrito de Prahova, na região de Muntênia. A comuna possui uma área de 20.86 km² e sua população era de 1361 habitantes segundo o censo de 2007.